# 北海道道366号石狩当別停車場線

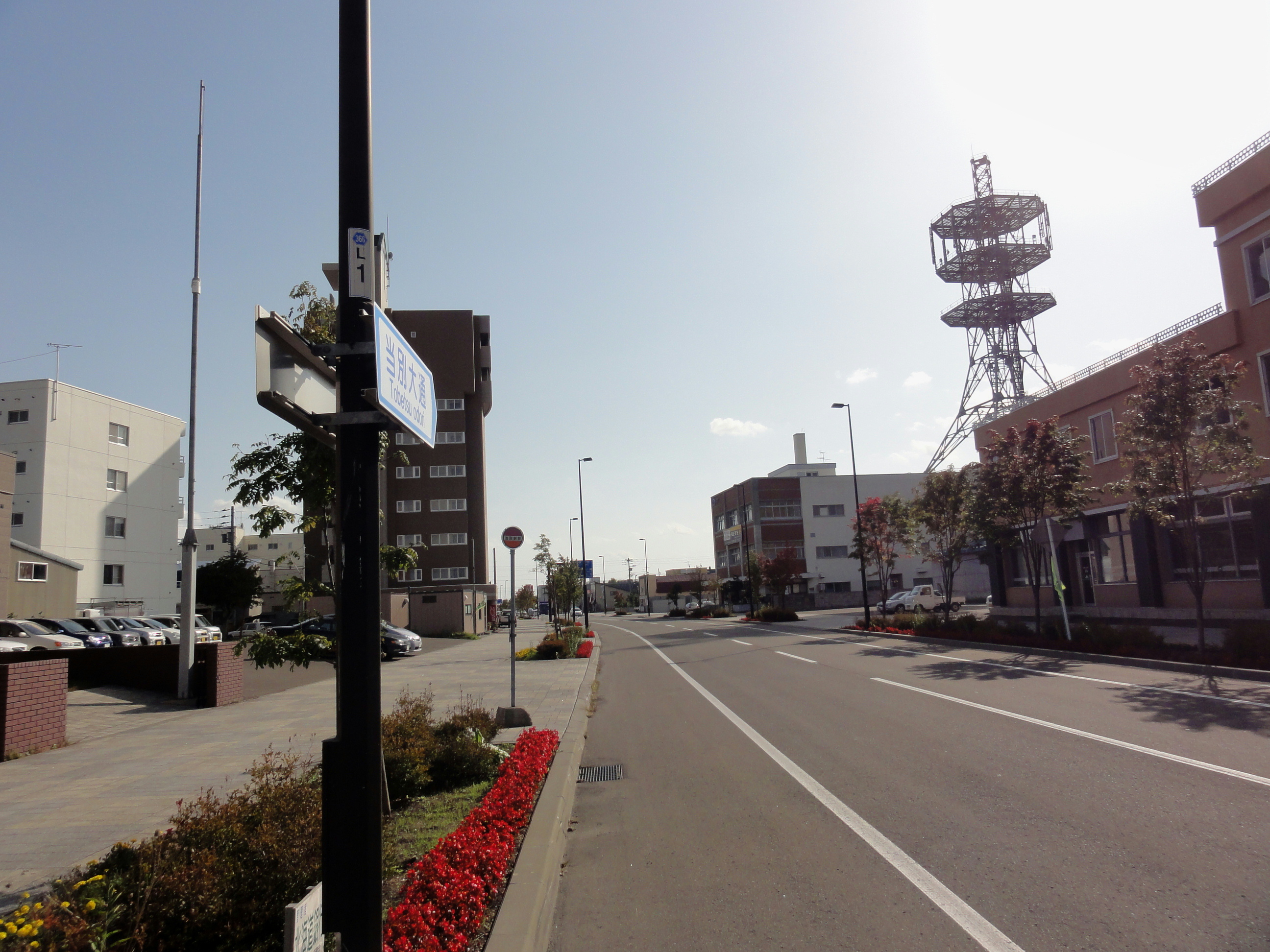
起点付近（2012年8月）

北海道道366号石狩当別停車場線（ほっかいどうどう366ごう いしかりとうべつていしゃじょうせん）は、北海道当別町内を結ぶ一般道道である。

## 概要

### 路線データ
- 起点：北海道石狩郡当別町園生（JR北海道 札沼線 当別駅）
- 終点：北海道石狩郡当別町弥生（北海道道81号岩見沢石狩線交点）
- 総延長：0.211 km
- 実延長：0.211 km
- 重用延長：0 km

### 道路管理者
- 空知総合振興局 札幌建設管理部 当別出張所

## 歴史
- 1961年（昭和36年）3月31日 - 路線認定[1]。

## 地理

### 通過する自治体
- 石狩振興局
  - 石狩郡当別町

### 交差する道路
当別町
- 北海道道81号岩見沢石狩線 - 弥生（終点）